# Crețeni, Vâlcea
Crețeni este satul de reședință al comunei cu același nume din județul Vâlcea, Oltenia, România.

## Istoric
Satul Crețeni este consemnat de timpuriu, chiar înaintea Drăgășanilor (atestat ca sat la 1535), în mai multe documente din anul 1467, legate dintarirea unor moșii, în timpul domniei lui Radu cel Frumos. Și în secolele următoare apar consemnări despre vânzări, cumpărări, donații de proprietăți, certuri și împăcări între săteni ai acestei localități. Cele mai multe informații documentare despre zona în discuție provin însă din secolul al XVIII-lea, în special din perioada 1718-1739, când Oltenia e ocupată de austrieci. Dese referiri la satele de aici apar în memoriile unor ofițeri sau cartografi.
O informație completă despre satul Crețeni o găsim în Conscripția lui Virmond din 1722, unde satele de sunt clasificate în mănăstirești și megesesti (libere), Crețeniul numărându-se printre acestea din urmă. Documentul oferă date și despre numărul de gospodării. Astfel, pe râurile Pesceana și Mamu figurează, între alte sate că Șutești, Nemoiu (Amarestii de azi), Mamu-Stanesti și Crețeni (Crezzani), cu 72 de familii, deci case.
Un Fârtat „logofăt de Crețeni” apare la 1630 că martor în actul prin care mai mulți moșneni din Vaideeni se vând rumâni unor boieri din Măldărești. Acest Fârtat era administratorul satului Crețeni. Pe un alt Fârtat din Crețeni (probabil logofătul de mai sus) îl găsim între 24 de boieri, pentru Mănăstirea Arnota,  în anul 1642 când se învecinează satele Bărbătești și Dobriceni din județul Vâlcea. Cultura viței de vie era o veche preocupare a locuitorilor satului Crețeni. În decembrie 1691, Constantin Brâncoveanu Voievod dăruiește Mănăstirii Horezu Vinariciul domnesc din mai multe dealuri, între care și al Crețenilor. Vinariciul acesta din Dealul Crețenilor este întărit Mănăstirii Horez și de alți domni: Ștefan Cantacuzino în 21 octombrie 1744, Grigore Ghica în 7 septembrie 1749, Matei Ghica voievod în anul 1752, Mihai Gehan Racoviță la 1 ianuarie 1753, Constantin Gehan Racoviță la 15 octombrie 1753, Alexandru Ispiliant la 20 mai 1779.
În afară de vinariciul domnesc, Mănăstirea Horezu mai avea la Crețeni un loc numit Șutești dăruit de moșnenii Preda, Pora, Nedelea și alții, precum și o vie dăruită de Roșu Golescu, fost mare vornic și soția să Maria. La 11 martie 1778 se atestă că preotul Mihai Creteanu din Crețeni de la Vâlcea de Jos a primit că „simbrie” de la Episcopul Chesarie al Râmnicului mai multe cărți bisericești pentru că lucrase la Moșia Drăgășani timp de doi ani și jumătate. În anul 1833, satul Crețeni era unitate administrativă. Avea o biserica „în Nisip” cu hramul Sf. Arhangheli și la ea slujeau trei preoți: Ion Calugaritoiu,Mihai Târșă și Badea, fiul diaconului Dumitru. În anul 1835 satul Crețeni avea 148 de case. Starostia Drăgășani avea 93 patentari. În anul 1840, această așezare apare că proprietate moșnenească cu o biserica de lemn cu hramul SfintiiVoievozi. Comuna Crețeni a participat cu desăvârșire la răscoala prin nemulțumițîi săi împotriva celor ce ii jecmaneau și ii robea. Telegramadin 15 martie 1907 este evidență pentru participarea la răscoala: „Noi azi am fost în comunele Voicesti și Crețeni unde am luat parte la represiunea răscoalelor prevăzute în telegramă 294”.
Din toate documentele prezente și cercetate reiese clar că la Răscoala din 1907 comuna Crețeni a stat în atenția oficialităților și organelor de ordine fiind considerată periculoasă și neliniștită în timpul acestor fierbinți evenimente. Un moment istoric important la care au participat locuitorii din Crețeni și Izvoru, fie direct la lupta, fie prin ofrande și donații, este cel al Războiului de Independența de la 1877. Deși în urmă acestui război n-au existat morți în Crețeni, ci doar un rănit (Trepteanu Marin din batalionul ÎI vânători, decorat cu Crucea trecerii Dunării), tradiția locală reține o refacere a bisericii de lemn și a cimitirului de către o femeie care și-ar fi pierdut fiii în război. Până la al doilea război mondial, comuna Crețeni a făcut parte din plasa Oltul, cu sediul la Drăgășani. După 1848 a aparținut raionului Drăgășani regiunea Pitești, ultima organizare teritorială, din 1968, consfintind situația actuală.
În prezent, comuna Crețeni are o populație de 2648 de locuitori, în satul Mrenesti trăind 755 de locuitori în 302 gospodării. Referitor la originea numelui comunei Crețeni, unele cercetări ajung la concluzia că acesta se trage de la o familie numeroasă și puternică, atestată în multe documente din secolele al XVIII-lea și al XIX-lea, al cărei nume era Crețu.În ce privește satul Mrenesti, numele acestuia este întâlnit în documente în legătură cu un oarecare Badea Mrenescu care vinde, împreună cu tovarășii săi, un loc în Crețeni. De aceea, se poate presupune că, fiind sat de moșneni, acest Badea Mrenescu provine dintr-un „moș” care a stăpânit „cureaua” de moșie și a dat numele satului.

## Așezare și climat
Au dispărut în schimb lupii, care erau în număr mare. Păsările de pădure sunt în număr din ce în ce mai mic față de situația anterioară când erau întâlnite și în vatra satului și amintim: ciocănitoarea, turtureaua, cucul, coțofană, graurul, cinteză, etc. și au dispărut complet uliul  găinilor și eretele. Rozătoarele sunt reprezentate prin iepuri, șoareci și un număr mic de veverițe. Clima este o condiție abiotica a mediului care determina răspândirea, creșterea și productivitatea culturilor agricole. Un rol important în repartizarea elementelor climatice îl are poziția culturilor de vită de vie și pomi fructiferi la poalele dealurilor subcarpatice și configurația reliefului cu expoziția versanților în general diferită întâlnindu-se mai ales expozita sudică, sud-estică și sudvestica, de asemeana prezența luncilor de-a lungul răului Pesceana prielnică culturilor cerealiere.
Formațiunea de silvostepă este rezultatul așezării geografice a condițiilor climatice și pedoclimatice. Vegetația ierboasă, spontană este caracteristică stepei, o întâlnim pe terenurile joase, cultivate cu vită de vie, pe marginea șoselelor și este reprezentată prin: pir, pălămidă, troscot, mohor, măcriș, trifoi, coada șoricelului, mușețel, etc. Vegetația forestieră se află în zonele mai înalte fiind formată din păduri de foioase, reprezentată printr-o serie de specii: stejarul, garniță, fagul, frasinul, teiul, ulmul, dintre care predomină stejarul. Din vegetația lemnoasă, pomicola amintim: mărul, părul pădureț, cireșul sălbatic, cornul, porumbarul, alunul, smeurul și murul. Întrepătrunderea culturilor cu păduri și arborete favorizează atacurile de mâna creând condiție de umiditate ridicată. Pe teritoriul comunei Crețeni se găsește o faună săracă în specii și exemplare. În ultimii 14 ani s-au executat populări ale pădurii cu unele animale de interes faunistic și vânătoresc, dintre care amintim căprioarele, fazanii, porcii mistreți, etc. Multe sunt vânate de braconieri ai satelor și folosite în hrană zilnică.
Comuna este alcătuită din localitățile: Streminoasa, Mrenesti, Izvorul și centrul administrativ - Crețeni. Comuna Crețeni este așezată pe malul drept al răului Olt, la nord-vest către sud-est, străbătută de pârâul Pesceana, afluent al Oltului, la nord-vest de Municipiul Drăgășani. Se află în spațiul Carpato-danubiano-pontic al Oltului inferior pe ambele părți ale pârâului Pesceana, cuprinzând patru șiruri de dealuri paralele cu acest pârâu, pe teritoriul județului Vâlcea. În latitudine se află cu aproximație între 44031’ - 44032’ latitudine nordică și 24014’ – 24016’ longitudine estică.Comuna Crețeni ocupă colinele din zona piemontala a Oltului, fiind situată în marea unitate geomorfologica a Piemontului Getic pe o lungime de aproximativ 10 km, începând de la vecinătatea cu comuna Amarasti spre nord, cu comuna Gusoieni la vest, cu comuna Mădulari la vest, la vecinătatea cu comuna Lungesti la sud-vest.Teritoriul comunei Crețeni este alcătuit din terase, de o parte și de altă a răului Pesceana fiind o zona cu tranziție între stepă și pădure.
Comuna Crețeni este situată în partea de sud a județului Vâlcea, pe DJ 677A, într-o zonă colinară, cu dealuri domoale, pe cursul mijlociu al râului Peseceana.Comuna Crețeni este așezată la 55 km distanță de municipiul Râmnicu Vâlcea, 7 km distanță de Drăgășani și 48 km distanță de Bălcești.
Comuna Crețeni face parte din zona temperată, cu ierni uneori geroase, iar verile de climat continental. Acest caracter climatic derivă din caracterul climatic al Piemontului Getic. Temperatura medie anuală este de 9 grade. Precipitațiile medii anuale sunt la nivelul a 850 mm.

## Învățământ
În prezent, comuna Crețeni are 2 școli și 2 grădinițe.
Prima școală națională în Crețeni ia ființă în toamna anului 1838. Primul învățător a fost Radu Ionescu; el școlariza copii din satele Izvoru și Crețeni.
Listă școli:
- GRĂDINIȚA CU PROGRAM NORMAL STREMINOASA
- Adresa: comuna Crețeni, sat Streminoasa
- GRĂDINIȚA CU PROGRAM NORMAL CREȚENI
- Adresa: comuna Crețeni, sat Crețeni
- ȘCOALA CU CLASELE I-IV STREMINOASA
- Adresa: comuna Crețeni, sat Streminoasa
- ȘCOALA CU CLASELE I-VIII CREȚENI
- Adresa: comuna Crețeni, sat Crețeni

## Tradiții și obiceiuri
Obiceiurile și tradițiile care se păstrează în această localitate sunt specifice sărbătorilor religioase. Între sărbătorile tradiționale putem enumera: Ziua comunei, Pridvorul tinereții sau Ziua tradiției. În luna mai, la Căminul Cultural din Crețeni are loc manifestarea “Pridvorul tinereții”, manifestare devenită deja tradițională.

Proiectul este înscris în programul “Școala tradiției” ce urmărește stimularea tinerilor creatori populari și interpreți de folclor. Bâlciul anual are loc în fiecare an la 8 septembrie, atunci când se sărbătorește și ziua comunei.  Evenimentele importante care datează de mii de ani sunt actuale într-o măsură mai mare sau mai mică, unele pe cale de dispariție.  Ca repere esențiale amintim: Ursătorile, Datul de grindă, Tăiatul Moțului, Adusul Apei, Primirea de soacră, Moartea cu lumânare, Adusul apei și tămâiatul mortului timp de 40 de zile, Pomenile (Darul pentru morți), Lumânările în cultul creștin-ortodox. Crețenii se mândresc cu grupul vocal “Izvorasul” al Școlii cu clasele I-VIII Crețeni și formația de călușari a Căminului Cultural Crețeni participă la diverse manifestări folclorice județene și interjudețene.